# مکتب کورنایی
مکتب کورنایی یا سیرنایسیسم یا مکتب قورنائیان یا کوزئیها (به انگلیسی: Cyrenaicism) نامی منسوب به قورینا (به يونانی: Κυρήνη – Kyrēnē) در إقليم برقه ليبيا و در حال حاضر با نام (شحات) شناخته مي شود. اين مکتب فلسفی فرا-لذتگرایی بود که در قرن چهارم پیش از میلاد توسط آریستیپوس قورنایی (Aristippus of Cyrene) بنیانگذاری شد.
پیروان این مکتب معتقد بودند که لذت عالی‌ترین خوبی‌ها است، به خصوص لذت بردن بی‌درنگ. این مکتب طی یک قرن جای خود را به آموزه اپیکوری داد.